# 剣持秀紀
剣持 秀紀（けんもち ひでき、1967年 - ）は、日本のエンジニア。VOCALOIDの開発者の1人として知られる。

## 来歴
1967年、静岡県清水市（現・静岡市清水区）生まれ。1985年、静岡県立清水東高等学校卒業。1991年、京都大学工学部電子工学科卒業。大学在学中は京都大学交響楽団に所属し、ヴァイオリン奏者として演奏会に出演。1993年、京都大学大学院工学研究科電気工学第二専攻修士課程を修了し、ヤマハに入社。音響関係の研究開発に従事した後、1996年、L&Hジャパン（ベルギーのL&H社とヤマハの合弁会社）に出向。テキスト音声合成技術の開発に従事する。1999年に復職。以降VOCALOIDを含む音楽・音声信号処理技術の開発に携わる。
2014年時点では、ヤマハ事業開発部yamaha＋推進室VOCALOIDプロジェクトリーダーを務めていた。